# Пола (съпруга на Публикола)
Вижте пояснителната страница за други личности с името Пола.
Пола (на латински: Polla, Pola, Palla) е знатна римлянка от 1 век пр.н.е.
Тя се омъжва за Луций Гелий Публикола (консул 72 пр.н.е.) и е майка на Луций Гелий Публикола (консул 36 пр.н.е.).
Пола напуска първия си съпруг и се омъжва за Марк Валерий Месала Нигер (консул 61 пр.н.е.). Тя става мащеха на Марк Валерий Месала Корвин (консул 31 пр.н.е.) и на две дъщери с имена Валерия, едната се омъжва за Квинт Педий Балб, племенник на Гай Юлий Цезар, а другата за Сервий Сулпиций Руф, син на Сервий Сулпиций Руф (консул 51 пр.н.е.).